# Grammomys selousi
Grammomys selousi  (Denys, Lalis, Lecompte, Cornette, Moulin, Makundi, Machung'u, Volobouev & Aniskine, 2011) è un roditore della famiglia dei Muridi endemico della Tanzania

## Descrizione

### Dimensioni
Roditore di piccole dimensioni, con la lunghezza della testa e del corpo tra 78 e 93 mm, la lunghezza della coda tra 60 e 92,5 mm, la lunghezza del piede tra 12 e 16,5 mm, la lunghezza delle orecchie tra 14 e 18 mm.

### Aspetto
La pelliccia è corta. Le parti dorsali sono bruno-giallastre, i fianchi sono più chiari, mentre le parti ventrali sono bianco-crema. La linea di demarcazione lungo i fianchi è netta. Il dorso delle zampe è giallo-crema chiaro. Sono presenti dei piccoli ciuffi di peli biancastri intorno agli artigli. La coda è più lunga della testa e del corpo, uniformemente gialla e con pochi lunghi peli all'estremità che però non formano alcun ciuffo evidente, caratteristica tipica del genere. Il cariotipo è 2n=49-50 Fna=56.

## Biologia

### Comportamento
È una specie arboricola.

## Distribuzione e habitat
Questa specie è conosciuta soltanto da pochi individui catturati nella foresta di Kichi, nella Tanzania sud-orientale.
Vive nelle foreste di pianura.

## Conservazione
La IUCN Red List, considerato che questa specie è conosciuta soltanto in una località protetta e quindi priva di minacce, classifica G.selousi come specie a rischio minimo (Least Concern).